# Audio Interchange File Format
Pour les articles homonymes, voir AIF.
AIFF est un format de fichier audionumérique développé par Apple pour stocker les sons sur les ordinateurs de la marque. AIFF est un sigle qui signifie Audio Interchange File Format.
Ce format équivaut au format WAV de Microsoft.
Les fichiers AIFF portent généralement l'extension .aif ou .aiff.
Les données sont codées en PCM big-endian sans compression. Ainsi, une piste CD Audio, codée en 16 bits, stéréo 44,1 kHz aura un bitrate de 1 411,2 kbit/s. Il existe néanmoins un format compressé (AIFF-C ou AIFC) qui supporte une compression pouvant aller jusqu'à un rapport 1/6.

## Les «chunks»
Un fichier AIFF est organisé en « chunks », chacun étant identifié par un identifiant FourCC. Le fichier AIFF est constitué d'un seul bloc conteneur : le chunk FORM. Ce bloc, marqué par l'étiquette FORM de type AIFF, indique que le fichier est effectivement au format AIFF. À l'intérieur de ce conteneur, des blocs locaux (local chunks) sont définis. Les principaux sont :
- COMM Common Chunk (les paramètres) (obligatoire)
- SSND Sound Data Chunk (les données) (obligatoire)
- MARK Marker Chunk
- INST Instrument Chunk
- COMT Comment Chunk
- NAME Name Chunk
- AUTH Author Chunk
- (c)␣(le glyphe « ␣ » représente une espace) Copyright Chunk
- ANNO Annotation Chunk
- AESD Audio Recording Chunk
- MIDI MIDI Data Chunk
- APPL Application Specific Chunk

## Logiciels compatibles AIFF
- AVS Mediaplayer
- Ableton Live
- Amadeus Pro
- Aria Maestosa
- Audacity
- Audirvana Plus
- Cubase
- Foobar 2000
- FL Studio
- GarageBand
- HiBy Music
- iTunes
- Java Virtual Machine
- Logic Pro
- Media Player Classic - Home Cinema
- Mixxx
- Samplitude
- Digital Performer
- Play
- Pro Tools
- QuickTime (donc Final cut Express, Pro, iMovie, Avid, etc. qui utilisent tous QuickTime)
- Reaper
- Reason
- Rekordbox
- Sensomusic Usine
- Sound Forge
- Sound Studio (Felt Tip software)
- Soundtrack Pro
- VLC media player
- WaveSurfer
- Winamp
- Certains logiciels de la société Adobe Systems, comme Adobe Audition